# Scottish FA Cup 1981/82
Der Scottish FA Cup wurde 1981/82 zum 97. Mal ausgespielt. Der wichtigste schottische Fußball-Pokalwettbewerb, der vom Schottischen Fußballverband geleitet wurde, begann am 12. Dezember 1981 und endete mit dem Finale am 22. Mai 1982 im Hampden Park von Glasgow. Als Titelverteidiger starteten die Glasgow Rangers in den Wettbewerb, die sich im Finale des Vorjahres gegen Dundee United durchgesetzt hatten. Im Endspiel der diesjährigen Pokalaustragung standen sich der Titelverteidiger aus Glasgow und der FC Aberdeen gegenüber. Die Rangers erreichten zum siebten Mal infolge ununterbrochen das Finale seit 1976. Es war zudem das 36. Endspiel der Gers in der Vereinsgeschichte seit 1877. Für die Dons war es das zehnte Endspiel seit 1937, und das erste seit 1978. Der FC Aberdeen gewann das Finale mit 4:1 nach Verlängerung, und holte sich nach 1947 und 1970 den dritten Scottish FA Cup. In der Abschlusstabelle der schottischen Meisterschaft erreichten die beiden Finalteilnehmer die Plätze zwei und drei hinter Celtic Glasgow. Aberdeen nahm in der folgenden Saison am Europapokal der Pokalsieger teil. Diesen gewannen die Dons durch einen Finalsieg in Göteborg über Real Madrid. Der FC Aberdeen gewann somit als dritter schottischer Klub nach Celtic und den Rangers einen Europapokal.

## 1. Runde
Ausgetragen wurden die Begegnungen zwischen dem am 12. Dezember 1981 und 21. Januar 1982. Die Wiederholungsspiele fanden am 4. und 25. Januar 1982 statt.
|                         | Ergebnis |                    |
| ----------------------- | -------- | ------------------ |
| FC Arbroath             | 0:2      | Meadowbank Thistle |
| Civil Service Strollers | 3:3      | FC Cowdenbeath     |
| FC Fraserburgh          | 1:1      | Clachnacuddin F.C. |
| FC Stenhousemuir        | * 1:3 *  | Berwick Rangers    |
| Stirling Albion         | 1:2      | FC Clyde           |
| FC Stranraer            | 1:1      | FC East Fife       |

### Wiederholungsspiele
|                    | Ergebnis  |                         |
| ------------------ | --------- | ----------------------- |
| FC Cowdenbeath     | 6:1       | Civil Service Strollers |
| FC East Fife       | 4:1       | FC Stranraer            |
| Clachnacuddin F.C. | 2:1 n. V. | FC Fraserburgh          |

## 2. Runde
Ausgetragen wurden die Begegnungen zwischen dem 18. und 30. Januar 1982. Die Wiederholungsspiele fanden zwischen dem 25. Januar und 3. Februar 1982 statt.
|                         | Ergebnis |                        |
| ----------------------- | -------- | ---------------------- |
| Albion Rovers           | 2:1      | Clachnacuddin F.C.     |
| Alloa Athletic          | 4:1      | FC Hawick Royal Albert |
| FC Clyde                | 0:0      | Berwick Rangers        |
| FC Coldstream           | 0:2      | Meadowbank Thistle     |
| FC Cowdenbeath          | 1:1      | Gala Fairydean Rovers  |
| FC East Fife            | 2:3      | Forfar Athletic        |
| FC Inverness Caledonian | 1:3      | Brechin City           |
| FC Montrose             | 0:0      | Elgin City             |

### Wiederholungsspiele
|                       | Ergebnis  |                |
| --------------------- | --------- | -------------- |
| Berwick Rangers       | 1:3       | FC Clyde       |
| Elgin City            | 0:0 n. V. | FC Montrose    |
| Gala Fairydean Rovers | 3:2       | FC Cowdenbeath |

### 2. Wiederholungsspiel
|             | Ergebnis  |            |
| ----------- | --------- | ---------- |
| FC Montrose | 2:1 n. V. | Elgin City |

## 3. Runde
Ausgetragen wurden die Begegnungen zwischen dem 23. Januar und 6. Februar 1982. Die Wiederholungsspiele fanden am 23. Januar und 3. Februar 1982 statt.
|                       | Ergebnis |                      |
| --------------------- | -------- | -------------------- |
| Airdrieonians FC      | 1:2      | FC Queen’s Park      |
| Alloa Athletic        | 2:1      | Ayr United           |
| Brechin City          | 2:4      | Dundee United        |
| Celtic Glasgow        | 4:0      | Queen of the South   |
| FC Clyde              | 2:2      | Meadowbank Thistle   |
| FC Clydebank          | 2:1      | Dunfermline Athletic |
| FC Dundee             | 1:0      | Raith Rovers         |
| FC East Stirlingshire | 1:4      | Heart of Midlothian  |
| Gala Fairydean Rovers | 1:3      | FC St. Johnstone     |
| Hamilton Academical   | 0:0      | Forfar Athletic      |
| Hibernian Edinburgh   | 2:0      | FC Falkirk           |
| FC Kilmarnock         | 1:0      | FC Montrose          |
| FC Motherwell         | 0:1      | FC Aberdeen          |
| Partick Thistle       | 1:2      | FC Dumbarton         |
| Glasgow Rangers       | 6:2      | Albion Rovers        |
| FC St. Mirren         | 2:1      | Greenock Morton      |

### Wiederholungsspiele
|                    | Ergebnis |                     |
| ------------------ | -------- | ------------------- |
| Forfar Athletic    | 3:2      | Hamilton Academical |
| Meadowbank Thistle | 4:2      | FC Clyde            |

## Achtelfinale
Ausgetragen wurden die Begegnungen am 13. und 14. Februar 1982. Die Wiederholungsspiele fanden am 17. und 22. Februar 1982 statt.
|                     | Ergebnis |                     |
| ------------------- | -------- | ------------------- |
| FC Aberdeen         | 1:0      | Celtic Glasgow      |
| FC Clydebank        | 0:2      | FC St. Mirren       |
| FC Dundee           | 3:0      | Meadowbank Thistle  |
| Dundee United       | 1:1      | Hibernian Edinburgh |
| Heart of Midlothian | 0:1      | Forfar Athletic     |
| FC Kilmarnock       | 3:1      | FC St. Johnstone    |
| FC Queen’s Park     | 2:0      | Alloa Athletic      |
| Glasgow Rangers     | 4:0      | FC Dumbarton        |

### Wiederholungsspiel
|                     | Ergebnis  |               |
| ------------------- | --------- | ------------- |
| Hibernian Edinburgh | 1:1 n. V. | Dundee United |

### 2. Wiederholungsspiel
|               | Ergebnis |                     |
| ------------- | -------- | ------------------- |
| Dundee United | * 3:0 *  | Hibernian Edinburgh |

## Viertelfinale
Ausgetragen wurden die Begegnungen am 6. März 1982. 
|                 | Ergebnis |                 |
| --------------- | -------- | --------------- |
| FC Aberdeen     | 4:2      | FC Kilmarnock   |
| FC Queen’s Park | 1:2      | Forfar Athletic |
| Glasgow Rangers | 2:0      | FC Dundee       |
| FC St. Mirren   | 1:0      | Dundee United   |

## Halbfinale
Ausgetragen wurden die Begegnungen am 3. April 1982. Die Wiederholungsspiele fanden am 6. und 7. April 1982 statt.
|                 | Ergebnis |                 |
| --------------- | -------- | --------------- |
| FC Aberdeen     | * 1:1 *  | FC St. Mirren   |
| Forfar Athletic | ** 0:0 * | Glasgow Rangers |

### Wiederholungsspiele
|                 | Ergebnis |                 |
| --------------- | -------- | --------------- |
| FC St. Mirren   | * 2:3 *  | FC Aberdeen     |
| Glasgow Rangers | ** 3:1 * | Forfar Athletic |

## Finale
| FC Aberdeen                            | FC Aberdeen | Glasgow Rangers | Glasgow Rangers |
| -------------------------------------- | --- | --- | --------------- |
| FC Aberdeen                            | \| Finale \| \| 22. Mai 1982 in Glasgow (Hampden Park) \| \| Ergebnis: 4:1 n. V. (3:1, 1:1) \| \| Zuschauer: 53.788 \| \| Schiedsrichter: Brian McGinlay \| \| Spielbericht \|                                                | \| Finale \| \| 22. Mai 1982 in Glasgow (Hampden Park) \| \| Ergebnis: 4:1 n. V. (3:1, 1:1) \| \| Zuschauer: 53.788 \| \| Schiedsrichter: Brian McGinlay \| \| Spielbericht \|                                               | Glasgow Rangers |
| FC Aberdeen                            | Jim Leighton – Stuart Kennedy, Doug Rougvie, Alex McLeish, Willie Miller – John McMaster (??. Dougie Bell), Neale Cooper, Gordon Strachan, Neil Simpson – John Hewitt (?? Eric Black), Mark McGhee Cheftrainer: Alex Ferguson | Jim Stewart – Ally Dawson, Sandy Jardine (??. Colin McAdam), John McClelland, Colin Jackson – Jim Bett, Davie Cooper, Bobby Russell, Alex Miller – John MacDonald, Gordon Dalziel (??. Tommy McLean) Cheftrainer: John Greig | Glasgow Rangers |
| FC Aberdeen                            | 1:1 Alex McLeish (32.) 2:1 Mark McGhee (93.) 3:1 Gordon Strachan (103.) 4:1 Neale Cooper (110.) | 0:1 John MacDonald (15.) | Glasgow Rangers |
| Finale                                 | | |                 |
| 22. Mai 1982 in Glasgow (Hampden Park) | | |                 |
| Ergebnis: 4:1 n. V. (3:1, 1:1)         | | |                 |
| Zuschauer: 53.788                      | | |                 |
| Schiedsrichter: Brian McGinlay         | | |                 |
| Spielbericht                           | | |                 |